# نظرية التحقق الذاتي

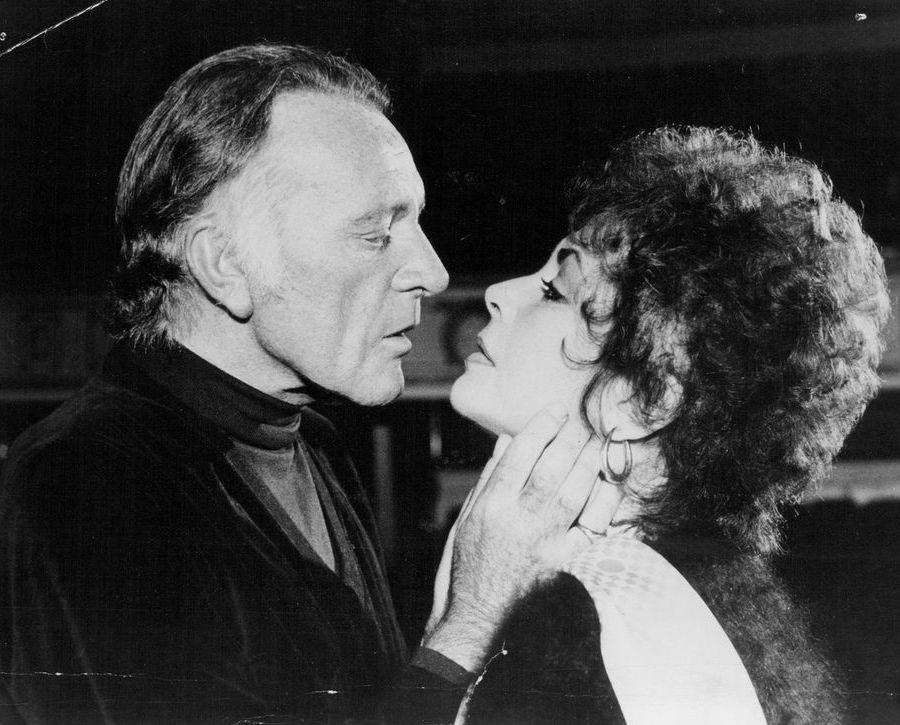

نظرية التحقق الذاتي هو نظرية علم نفسي اجتماعي تشدد على رغبة الناس في أن يعرفهم الآخرون ويفهموهم وفقًا لمعتقداتهم ومشاعرهم الراسخة بشأن أنفسهم، وهي نظرات (آراء) للذات (بما في ذلك مفاهيم الذات وتقدير الذات). النظرية المنافسة للتحقق الذاتي هي تعزيز الذات أو الدافع لتلقي تقييمات إيجابية.
نظرًا إلى أن تقدير الذات والمفاهيم الذاتية المزمنة تلعب دورًا مهمًا في فهم العالم وتوفير الشعور بالترابط المنطقي وتوجيه التصرفات، يصبح الناس متحمسين للحفاظ عليها من خلال التحقق الذاتي. توفر هذه المساعي الاستقرار لحياة الناس، ما يجعل تجاربهم أكثر ترابطًا وانتظامًا وقابليةً للفهم مما قد يكون عليه الأمر. عمليات التحقق الذاتي أيضًا قابلة للتكيف مع المجموعات، والمجموعات من خلفيات متنوعة، والمجتمع الأوسع، إذ إنها تجعل الناس قابلين للتنبؤ ببعضهم البعض، وبالتالي تعمل على تسهيل التفاعل الاجتماعي. تحقيقًا لهذه الغاية، يشارك الأشخاص في مجموعة متنوعة من الأنشطة المصممة للحصول على معلومات التحقق الذاتي.
طُورت هذه النظرية بواسطة وليام سوان (1981)، وانبثقت عن الكتابات السابقة التي تقول إن الأشخاص يشكلون نظرات للذات حتى يتمكنوا من فهم ردود الآخرين والتنبؤ بها ومعرفة كيفية التصرف تجاههم.

## الفرق بين النظرات الإيجابية والسلبية للذات
هناك اختلافات فردية في نظرات الناس لأنفسهم. بين الأشخاص الذين لديهم نظرات إيجابية للذات، تعمل الرغبة في التحقق الذاتي مع دافع آخر مهم، وهو الرغبة في إجراء تقييمات إيجابية أو «تعزيز ذاتي». على سبيل المثال، سيجد أولئك الذين ينظرون إلى أنفسهم على أنهم «ذوي بصيرة» أن دوافعهم في كل من التحقق الذاتي وتعزيز الذات تشجعهم على البحث عن أدلة حول اعتراف الآخرين بتبصرهم.
على النقيض، سيجد الأشخاص الذين لديهم نظرات سلبية للذات أن الرغبة في التحقق من الذات وتعزيز الذات تتنافس. مع أخذ الناس الذين يرون أنفسهم غير منظمين بعين الاعتبار. في حين أن رغبتهم في تعزيز الذات ستجبرهم على البحث عن أدلة على أن الآخرين ينظرون إليهم على أنهم منظمون، فإن رغبتهم في التحقق الذاتي ستجبر هؤلاء الأفراد على البحث عن أدلة على أن الأخرين يدركون أنهم غير منظمين. تميل محاولات التحقق الذاتي إلى التغلب على محاولات تعزيز الذات عندما يكون الناس متأكدين من مفهوم الذات وعندما يكون لديهم نظرات للذات شديدة الاكتئاب.
قد يكون لجهود التحقق من الذات عواقب غير مرغوب بها للأشخاص الذين لديهم نظرات سلبية عن أنفسهم (الأشخاص المصابون بالاكتئاب والذين يعانون من انخفاض في تقدير الذات). على سبيل المثال، قد يتسبب السعي للتحقق الذاتي في اجتذاب الأشخاص ذوي النظرات السلبية الذاتية نحو الشركاء الذين يسيئون معاملتهم أو يقوضون مشاعر تقدير الذات تجاه أنفسهم أو يسيئون معاملتهم. وإذا سعى الأشخاص ذوو النظرات السلبية للذات إلى العلاج، فإن العودة إلى المنزل إلى شريك للتحقق الذاتي قد تؤدي إلى التراجع عن التقدم المحرز هناك. أخيرًا، في مكان العمل، قد تؤدي مشاعر عدم القيمة التي يعاني منها الأشخاص الذين يعانون من تدني احترام الذات إلى تعزيز مشاعر التناقض بشأن تلقي معاملة عادلة، وهي مشاعر قد تقوض ميلهم إلى الإصرار على أنهم يحصلون على ما يستحقونه من أصحاب عملهم (طالع التنمر في مكان العمل).
تشير هذه النتائج والنقاط المتصلة بها إلى أهمية الجهود المبذولة لتعزيز النظرات للذات لأولئك الذين يعانون من تدني تقدير الذات والاكتئاب.

## التأثيرات على السلوك
في سلسلة من الدراسات، سأل الباحثون المشاركين ذوي النظرة الإيجابية والسلبية الذاتية عما إذا كانوا يفضلون التفاعل مع المقيِّمين الذين لديهم انطباعات إيجابية أو غير مواتية عنهم. أظهرت النتائج أن أولئك الذين يتمتعون بنظرة إيجابية للذات يفضلون شركاء لديهم انطباعات إيجابية والذين يملكون نظرة سلبية للذات يفضلون شركاء لديهم انطباعات غير إيجابية. كشفت النتيجة الأخيرة أن محاولات التحقق الذاتي قد تتفوق في بعض الأحيان على الجهود الإيجابية.
تعمل دوافع التحقق الذاتي لأبعاد مختلفة من مفهوم الذات وفي العديد من المواقف المختلفة. يميل الرجال والنساء على قدم المساواة إلى إظهار هذه النزعة، ولا يهم ما إذا كانت وجهات النظر الذاتية تشير إلى خصائص غير قابلة للتغيير نسبيًا (على سبيل المثال، الذكاء) أو قابلة للتغيير (على سبيل المثال، الاجتهاد)، أو ما إذا كانت النظرة الذاتية محددة للغاية (على سبيل المثال، رياضي) أو شاملة (على سبيل المثال، تدني تقدير الذات، الإحساس بانعدام القيمة). علاوة على ذلك، عندما يختار الناس شركاء سلبيين بدلًا من شركاء إيجابيين، فذلك ليس فقط في محاولة لتجنب التفاعل مع المقيّمين الإيجابيين (أي، خشية أن يخيبوا آمال مثل هؤلاء المقيّمين الإيجابيين). بدلًا من ذلك، اختار الناس شركاء سلبيين للتحقق الذاتي، حتى عندما يشارك البديل في تجربة مختلفة. أخيرًا، أظهر العمل الأخير أن الأشخاص يعملون على التحقق من النظرات الذاتية المرتبطة بعضوية المجموعة. على سبيل المثال، تبحث المرأة عن تقييمات تؤكد اعتقادها أنها تمتلك صفات مرتبطة بكونها امرأة.
تشير نظرية التحقق الذاتي إلى أن الناس قد يبدؤون في تجسيد تقييمات الآخرين لهم حتى قبل أن يبدؤوا في التفاعل معهم. قد يعرضون، على سبيل المثال، إشارات الهوية (طالع إدارة الانطباع). تتيح إشارات الهوية الأكثر فاعلية للناس الإشارة إلى من هم شركاء التفاعل المحتملون.
- المظهر الجسدي، مثل الملابس ووضعية الجسم والسلوك.[12] على سبيل المثال، الشخص ذو تقدير الذات المتدني الذي يثير ردود الفعل التي تؤكد وجهات نظره السلبية عن طريق إرخاء كتفيه نحو الأمام والحفاظ على عينيه مثبتتَين باتجاه الأرض.

- إشارات أخرى، مثل السيارة التي يشتريها شخص ما، والمنزل الذي يعيشون فيه، والطريقة التي يزينون بها بيئتهم المعيشية. على سبيل المثال، تثير السيارات الرياضية متعددة الأغراض ردود فعل تؤكد وجهة نظر الشخص الإيجابية.

قد تؤثر محاولات التحقق الذاتي أيضًا على السياقات الاجتماعية التي يدخل فيها الأشخاص ويبقون فيها. يرفض الأشخاص الذين يقدمون تعليقات اجتماعية لا تؤكد نظراتهم لذاتهم، مثل الأشخاص المتزوجين الذين لديهم نظرات سلبية عن أنفسهم ويرفضون الأزواج الذين يرونهم بشكل إيجابي، والعكس صحيح. يتصرف زملاء السكن الجامعي بطريقة مماثلة. يميل الناس أكثر إلى طلاق الشركاء الذين ينظرون إليهم بصورة إيجابية للغاية. في كل من هذه الحالات، انجذب الناس نحو العلاقات التي زودتهم بالتقييمات التي أكدت وجهات نظرهم الذاتية، وهربوا من تلك التي لم تفعل ذلك.
عندما يفشل الناس في الحصول على ردود فعل التحقق الذاتي من خلال عرض إشارات الهوية أو من خلال اختيار البيئات الاجتماعية للتحقق الذاتي، قد يظل بوسعهم الحصول على هذه التقييمات من خلال إثارة ردود الفعل المؤكدة بشكل منهجي. على سبيل المثال، يتصرف المصابون بالاكتئاب بطرق سلبية تجاه زملائهم في الغرفة، ما يتسبب في رفض زملائهم في الغرف لهم.
تتنبأ نظرية التحقق الذاتي أنه عندما يتفاعل الناس مع الآخرين فهناك ميل عام لديهم لجلب الآخرين لرؤيتهم كما يرون أنفسهم. هذا الميل واضح بشكل خاص عندما يبدؤون في الاعتقاد أن الشخص الآخر أساء فهمهم، لأن الناس يعوضون على ما يبدو عن طريق العمل بجد بشكل خاص لجلب الآخرين لتأكيد آرائهم بأنفسهم. سيتوقف الأشخاص عن العمل حتى بالمهام التي كُلفوا بها إذا شعروا أن أدائهم يؤدي إلى الحصول على ردود فعل غير تأكيدية.

## النقد
جادل النقاد بأن التحقق الذاتي نادر نسبيًا، حيث يظهر فقط بين الأشخاص الذين لديهم آراء ذاتية سلبية بشكل كبير. ودعماً لوجهة النظر هذه، يستشهد النقاد بمئات الدراسات التي تشير إلى أن الناس يفضلون التقييمات الإيجابية ويسعون إليها ويقيمونها أكثر من التقييمات السلبية. هذه التقييمات المتشككة تغفل ثلاث نقاط مهمة. أولاً، نظرًا لأن معظم الناس لديهم آراء ذاتية إيجابية نسبيًا، الدليل على تفضيل التقييمات الإيجابية في عينات غير محددة قد يعكس في الواقع تفضيلًا للتقييمات التي تتحقق ذاتيًا، لأن التحقق الذاتي والإيجابيات بالنسبة لهؤلاء الأفراد لا يمكن تمييزهما عن بعضهما. لذا، لا يمكن لأي من الدراسات التي تدرس أشخاص ذوي آراء ذاتية إيجابية تحديد ما إذا كان التحقق الذاتي أو تعزيز الذات أكثر شيوعًا. ثانياً، لا تقتصر محاولات التحقق الذاتي على الأشخاص الذين لديهم آراء ذاتية سلبية فقط؛ حتى الأشخاص ذوو تقدير الذات العالي يبحثون عن تقييمات سلبية حول عيوبهم. أخيرًا، حتى الأشخاص الذين لديهم آراء إيجابية عن أنفسهم يبدو أنهم غير مرتاحين لتلقي تقييمات إيجابية مفرطة. على سبيل المثال، الأشخاص الذين لديهم آراء ذاتية إيجابية معتدلة يميلون إلى الابتعاد عمن يقيّمونهم بطريقة إيجابية للغاية.
اقترح نقاد آخرون أنه عندما يبحث الأشخاص ذوو الآراء الذاتية السلبية عن تقييمات غير مواتية، فإنهم يفعلون ذلك كوسيلة لتجنب تقييمات سلبية حقيقية أو من أجل تحسين الذات، مع فكرة أن ذلك سيمكنهم من الحصول على تقييمات إيجابية فيما بعد. مع ذلك فشلت الاختبارات في دعم هذه الفكرة. على سبيل المثال، مثلما يختار الأشخاص ذوو الآراء الذاتية السلبية التحقق الذاتي، فالمقيِّمين السلبيين حتى عندما يكون البديل هو تجربة أخرى، فإنهم يختارون أن يكونوا في تجربة أخرى بدلاً من التفاعل مع شخص يقيمهم بشكل إيجابي. كذلك، فإن الأشخاص الذين لديهم آراء ذاتية سلبية هم أكثر حميمية مع الأزواج الذين يقومون بتقييمهم بشكل سلبي، على الرغم من أن هؤلاء الأزواج من غير المرجح نسبياً أن يتمكنوا من مساعدتهم على تحسين أنفسهم. أخيرًا، في دراسة عن عمليات تفكير الناس أثناء اختيارهم شركاء التفاعل، أشار الأشخاص الذين لديهم آراء ذاتية سلبية إلى أنهم اختاروا مقيمين سلبيين لأن هؤلاء الشركاء بدا من المحتمل أن يؤكدوا آراءهم الذاتية (اعتبار معرفي) ويتفاعلون بسلاسة معهم (اعتبار عملي)؛ ونادرا ما تم ذكر التحسين الذاتي. 